# Clyde (rivière de Nouvelle-Zélande)
Pour les articles homonymes, voir Clyde.
La  rivière Clyde (anglais : Clyde River) est un cours d’eau situé dans de l’Île du Sud de la Nouvelle-Zélande dans la région de Canterbury et un affluent de la rivière Rangitata.

## Géographie
C’est l’un des cours d'eau en tresses de la région de Canterbury. Elle est formée par la confluence de la rivière Frances et du torrent «McCoy Stream», s’écoulant vers le sud-ouest pour rejoindre la rivière Havelock  et la rivière Lawrence pour former la rivière Rangitata.